# 7-甲基黄嘌呤
7-甲基黄嘌呤（英語： 或 ，缩写7-MX）是一种含氮有机化合物，化学式C
6H
6N
4O
2，属于黄嘌呤衍生物，是咖啡因（1,3,7-三甲基黄嘌呤）和可可碱（3,7-二甲基黄嘌呤）的活性代謝產物。